# Марко Порције Катон Млађи
Марко Порције Катон Утички (лат. Marcus Porcius Cato Uticensis; Рим, 95. п. н. е. - Утика, април 46. п. н. е.), познатији као Катон Млађи (лат. Cato Minor) је био римски политичар и државник, познат као следбеник стоичке филозофије.
Слично као и његов знаменити прадед Катон Старији је био познат по тврдоглавости и промовисању традиционалних конзервативних римских вредности, честитости, одбијању примања мита и огорченошћу широко распрострањеном корупцијом у Риму његовог доба. Као један од вођа оптимата је био дугогодишњи главни супарник Јулија Цезара, против кога се на крају борио и у грађанском рату. Његово самоубиство након пораза у бици код Тапса се често назива симболичким крајем Римске републике.